# Contessina de’ Bardi
Contessina de’ Bardi (1390 – 1473. október) olasz nemes a Bardi-családból, Cosimo de’ Medici felesége. Házasságukkal a Medici-család nemesi kapcsolatokhoz és támogatáshoz jutott, amire szükségük volt hatalmuk kiterjesztéséhez Firenzében.

## Élete
Contessina de’ Bardi édesapja Alessandro di Sozzo Bardi, Vernio grófja volt. Édesanyja Camilla Pannochieschi, Raniero di Guido Pannochieschi, Elci grófjának lánya.
A Bardi-család rendkívüli tehetős család volt, ám a családi bank 1343-ban összeomlott, meggyengült a fontossága. A család néhány tagja ezután condottieriként híresült el. A Mediciek többször is igénybe vették fegyveres támogatásukat a saját hatalmuk biztosítására és megerősítésére.
Contessina 1415 környékén ment hozzá Cosimo de’ Medicihez. A pár Cosimo szüleinél, Giovanni di Bicci de’ Medicinél és Piccarda Buerinél lakott. Contessina beházasodásával – Piccardáéhoz hasonlóan – a feltörekvő Mediciek nemesi kapcsolatokat szereztek. Contessina ismert volt arról, hogy nagy körültekintéssel bánt a pénzzel és vezette a háztartást.
A párnak két gyermeke született, Piero és Giovanni. Emellett Contessina magához vette Cosimo törvénytelen gyermekét egy cserkesz rabszolgától, Carlót.
Cosimo 1464-ben meghalt, Contessina közel tíz évvel élte túl férjét, és nagy befolyással volt unokáira. Jó kapcsolatot ápolt menyével, Lucrezia Tornabuonival, Cosimo halála után nála és Pierónál lakott. Közeli kapcsolata volt Piero fiaival, Lorenzóval és Giulianóval, így amikor azok vezető szerepet játszottak Firenze életében, Contessina politikai hatalma is megnőtt. Ezt a befolyást arra használta, hogy adókedvezményeket harcoljon ki támogatottjainak. Contessina továbbá a jelentős firenzei családok közti házasságok létrehozásában és jóváhagyásában is tevékeny szerepet vállalt.
Contessina de’ Bardi 1473. szeptember 26. és október 25. között halt meg. Unokája, Lorenzo, tiszteletére Contessina de’ Medicinek nevezte el lányát.

## Ábrázolása a médiában
Contessina de’ Bardit Annabel Scholey alakította a 2016-os A Mediciek hatalma TV-sorozatban.

## Fordítás
- Ez a szócikk részben vagy egészben a Contessina de' Bardi című angol Wikipédia-szócikk ezen változatának fordításán alapul.  Az eredeti cikk szerkesztőit annak laptörténete sorolja fel. Ez a jelzés csupán a megfogalmazás eredetét és a szerzői jogokat jelzi, nem szolgál a cikkben szereplő információk forrásmegjelöléseként.